# Alice et la Dame du lac
Ne doit pas être confondu avec Alice et la Dame à la lanterne.
Alice et la Dame du lac (titre original : The Secret of Mirror Bay, littéralement : « Le Secret de la Baie du miroir ») est le quarante-neuvième roman de la série américaine Alice (Nancy Drew en VO), écrit par Caroline Quine, nom de plume collectif de plusieurs auteurs. L'auteur de ce roman est Harriet Adams.
Aux États-Unis, le roman a été publié pour la première fois en 1972 par Grosset & Dunlap. En France, il est paru pour la première fois en 1975 chez Hachette Jeunesse dans la collection « Bibliothèque verte ». Il n'a plus été réédité en France depuis 2001.

## Résumé
Remarque : le résumé est basé sur les éditions cartonnées non abrégées parues de 1975 à 1993 en langue française.
Cécile Roy, la tante d'Alice, a loué un chalet à la Baie du miroir, sur le lac Otsego, dans l’État de New York. Elle invite sa nièce et les deux fidèles amies de celle-ci, Bess et Marion, à venir la rejoindre pour élucider un mystère : certains matins, on aperçoit dans la brume une femme qui semble glisser sur l'eau.
Lorsque Alice la voit pour la première fois, la femme tombe à l'eau et semble se noyer. La jeune fille se jette dans le lac pour sauver la mystérieuse inconnue. Reconnaissante, celle-ci explique qu'elle recherche dans le lac un objet caché depuis des siècles par son aïeule, une aristocrate russe.
Mais un étrange sorcier vert interdit l'accès au lac...

## Personnages

### Personnages récurrents
- Alice Roy : dix-huit ans, détective amateur blonde, fille de l'avoué James Roy, orpheline de mère.
- James Roy : avocat[2] de renom, père d'Alice Roy, veuf.
- Bess Taylor : jeune fille blonde et rondelette, une des meilleures amies d'Alice.
- Marion Webb : jeune fille brune et sportive, cousine germaine de Bess Taylor et une des meilleures amies d'Alice.
- Ned Nickerson : jeune homme brun et athlétique, ami et chevalier servant d'Alice, étudiant à l'université d'Emerson.
- Daniel Evans : ami et chevalier servant de Bess, camarade d'université de Ned.
- Bob Eddleton : ami et chevalier servant de Marion, camarade d'université de Ned.
- Sarah : fidèle gouvernante des Roy, qui a élevé Alice à la mort de sa mère.

### Personnages spécifiques à ce roman
- Cécile Roy : tante célibataire d'Alice, sœur de James Roy[3].
- France Armitage : institutrice à la retraite, la dame du lac.
- Maud Jayson : bonne décédée.
- John Bradley, dit « Yo » : un jeune home débardeur.
- Tina Jones : 20 ans, monitrice d'une colonie de vacances.
- Mathieu Bronson : professeur de chimie, oncle de Bob Eddleton.
- Michael Welch Brink : malfaiteur.
- Sam Hornsby : malfaiteur.
- Doria Sample-Hornsby : femme de Sam Hornsby, escroc.

## Éditions françaises
- 1975 : Hachette, collection Bibliothèque verte, cartonné (français, version originale). Illustré par Philippe Daure.
- 1983 : Hachette, collection Bibliothèque verte[4], cartonné (français, version originale). Nouvelle couverture de Philippe Daure, illustrations intérieures de l'édition de 1975. Texte français d'Anne Joba. 20 chapitres. 184 pages.
- 1993 : Hachette, collection Bibliothèque verte no 465, souple (français, version originale). Nouvelle couverture de Philippe Daure.
- 2000 : Hachette, collection Bibliothèque verte[5], souple (français, version originale). Illustré par Philippe Daure.